# Collin Martin
Collin Martin (Chevy Chase, 9 november 1994) is een Amerikaans voetballer die uitkomt voor Minnesota United. 

## Clubcarrière
Op 10 juli 2013 werd bekendgemaakt dat Collin Martin een 'homegrown' contract had getekend bij DC United. Op 17 juli 2013 werd hij uitgeleend aan de Richmond Kickers. Hij speelde één wedstrijd voor de club, op 23 juli tegen de Vancouver Whitecaps Reserves. Na een korte verhuurperiode bij Richmond Kickers maakte hij op 3 augustus 2013 tegen Montreal Impact zijn debuut voor DC United.
In januari 2017 maakte hij de overstap naar Minnesota United. Voor die club debuteerde hij op 27 maart 2017 in de wedstrijd tegen New England Revolution.

## Persoonlijk
Op 29 juni 2018 maakte Collin Martin door middel van een statement op Twitter bekend dat hij homoseksueel is en poseerde op Twitter met de regenboogvlag. Hiermee werd Martin na Robbie Rogers de tweede Amerikaanse voetballer die openlijk voor zijn seksualiteit uitkwam.